# Pygathrix nigripes
Rhinopithèque aux pieds noirs
Espèce
Statut de conservation UICN

 CR A2cd : 
En danger critique
Statut CITES
Pygathrix nigripes est une espèce qui fait partie des mammifères Primates. C'est un  singe de la famille des Cercopithecidae, appelé en français Rhinopithèque aux pieds noirs ou Douc à pattes noires[réf. souhaitée]. L'espèce est en danger, victime du braconnage (leur fourrure est convoitée, leur viande est très appréciée et  ils peuvent aussi servir d'animaux de compagnie) et par la destruction de leur habitat naturel.

## Description
Pygathrix nigripes mesure de 60 à 76 cm et a une queue longue de 56 à 76 cm.
Son dos et son ventre sont gris ; ses pattes, ses pieds et ses mains sont noirs ; sa queue est blanche.
Sa face est ocre avec un nez gris-bleuté; son front est noir ; sa gorge est blanche

## Répartition
Le douc à pattes noires se rencontre au Laos et au Viêt Nam.

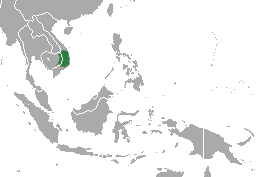
Aire de répartition du douc à pattes noires

## Comportement
Cette espèce agile vit dans les cimes des arbres de la forêt tropicale.
Ces singes forment des groupes mixtes de plusieurs mâles et de plusieurs femelles.
La femelle, après une gestation de six mois, donne naissance à un petit au pelage gris et au visage noir  entre janvier et mai, période où les fruits sont les plus abondants.

## Alimentation
Ils se nourrissent de près de cinquante plantes.

## Notes et références

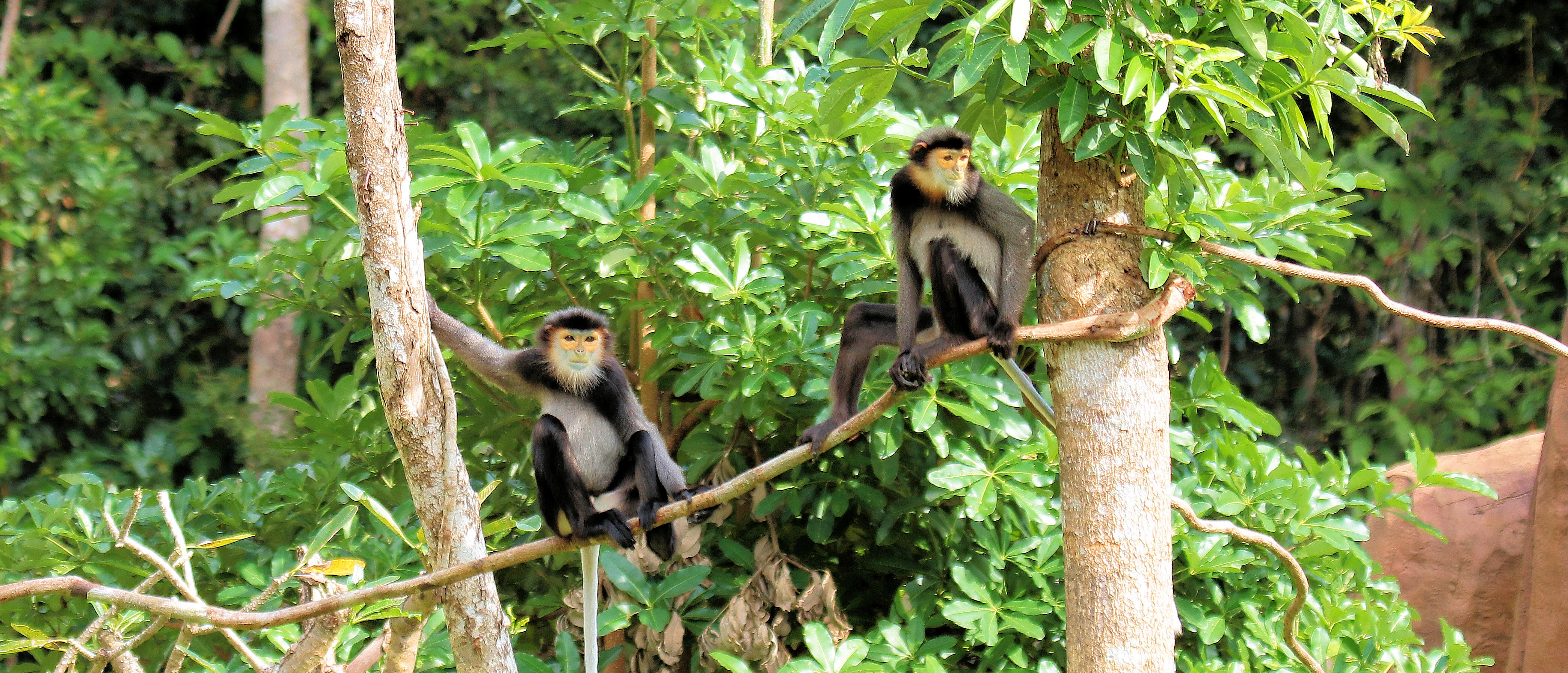
Doucs à identifier